# A43 road
Die A43 road (englisch für Straße A43) ist als eine 100 km lange, fast auf ihre gesamte Länge als Primary route ausgewiesene Straße, die bei Ardley beim Anschluss junction 10 nach Norden vom M40 motorway abzweigt und mit richtungsgetrennten Fahrbahnen an Brackley vorbei, wo die A422 road gekreuzt wird, nach Towcester führt, wo sie die A5 road kreuzt. Dazwischen liegt das durch seine Formel-I-Rennen bekannte Silverstone, das die Straße umgeht, aber von der A413 road durchfahren wird. Die A43 führt weiter zum M1 motorway, den sie bei Anschluss junction 15A quert, und umgeht dann Northampton. Dabei wird die A508 road gekreuzt und die A428 road sowie die A45 road zweigen ab. Die A43 führt nach Kettering, das im Westen umfahren wird, dabei kreuzt die A14 road. Bei Corby wird die A427 road gequert und die Straße wird zweistreifig. In Duddington kreuzt die A47 road und die Straße führt weiter zur A1 road, an der sie ihren Charakter als Primary route verliert, und noch ein kurzes Stück in das Zentrum von Stamford, wo sie endet.